# Ti, kteří zůstávají
Ti, kteří zůstávají (v originále Ceux qui restent) je francouzský hraný film z roku 2007, který režírovala Anne Le Ny podle vlastního scénáře. Snímek měl premiéru ve Francii dne 29. srpna 2007.

## Děj
V nemocnici v pařížském regionu Bertrand každý den navštěvuje svou ženu, která už pět let trpí rakovinou prsu. Potkává zde Lorraine, jejíž partner má rakovinu tlustého střeva, a která mu nabídne, že ho bude každý den vozit autem, aby mu ušetřila dlouhou cestu autobusem.
Učitel němčiny Bertrand žije se šestnáctiletou dcerou své ženy, Valentine, která nemá svého nevlastního otce moc ráda a s níž má bouřlivý vztah.
Bertrand a Lorraine reagují na nemoc svých blízkých velmi odlišně. On dělá pro svou ženu všechno a dlouhodobě zanedbává svůj vlastní každodenní život, ona má úzkost z toho, že pro svého partnera není dost dobrá, a chce žít dál. Bertrand a Lorraine postupně přejdou od přátelství k užšímu vztahu.

## Obsazení
| Vincent Lindon       | Bertrand Liévain, učitel němčiny       |
| Emmanuelle Devosová  | Lorraine Grégeois, grafička            |
| Yeelem Jappain       | Valentine, Bertrandova nevlastní dcera |
| Anne Le Ny           | Nathalie, Bertrandova sestra           |
| Grégoire Oestermann  | Jean-Paul, manžel Nathalie             |
| Christine Murillo    | Suzy, prodavačka                       |
| Ophélia Kolb         | Jennifer, prodavačka                   |
| Apolline Bouissières | Myriam, dcera Jean-Paula a Nathalie    |
| Agathe Bouissières   | Bénédicte, dcera Jean-Paula            |
| Frédéric Rose        | zaměstnanec nemocnice                  |
| Théo Frilet          | Romain, přítel Valentine               |

## Ocenění
- César: nominace na nejlepší původní scénář (Anne Le Ny)